# 尼努尔塔·那丁·舒米
尼努尔塔·那丁·舒米（约公元前1131年—约公元前1126年在位）（英語：Ninurta-nadin-shumi）伊辛第二王朝第三任国王。他多次进攻亚述，死后由尼布甲尼撒一世继承。